# Матасович, Ранко
Ра́нко Мата́сович (хорв. Ranko Matasović; род. 14 мая 1968, Загреб) — хорватский лингвист, индоевропеист, кельтолог и славист.

## Биография
Получил школьное образование в Загребе, затем учился на философском факультете Загребского университета, где в 1992 году получил степень магистра искусств по лингвистике, а в 1995 году — степень доктора под руководством Радослава Катичича, защитив диссертацию на тему «Теория текстовой реконструкции в индоевропейской лингвистике». Получил исследовательские гранты Венского университета (1993) и Оксфордского университета (1995), стипендию Фулбрайта на пост-докторские исследования в Висконсинском университете в 1997/1998 году, а также стипендию Александра фон Гумбольдта на исследования в Боннском университете в 2002/2003 году.
В 2002 году получил премию Хорватской академии наук и художеств, с 18 мая 2006 года был ассоциированным членом (član suradnik) этой академии, с 2012 — академик.
В настоящее время работает на отделении лингвистики философского факультета Загребского университета, где преподаёт сравнительную грамматику индоевропейских языков, кельтологию и лингвистическую типологию.

## Избранный список сочинений
- Harfa sa sjevera. Iz irske književnosti. — Zagreb: Antibarbarus, 1995. — ISBN 953-6160-25-0.
- A Theory of Textual Reconstruction in Indo-European Linguistics. — Frankfurt am Main & New York, 1996. — ISBN 3-631-49751-2.
- Kratka poredbenopovijesna gramatika latinskoga jezika. — Zagreb: Matica hrvatska, 1997. — ISBN 953-150-105-X.
- Kultura i književnost Hetita. — Zagreb: Matica hrvatska, 2000. — ISBN 953-150-548-9.
- Uvod u poredbenu lingvistiku. — Zagreb: Matica hrvatska, 2001. — ISBN 953-150-612-4.
- Kamen kraljeva. Srednjovjekovne irske sage. — Zagreb: Ex Libris, 2004. — ISBN 953-6310-35-X.
- Gender in Indo-European. — Heidelberg: Universitätsverlag Winter, 2004. — ISBN 3-8253-1666-1.
- Jezična raznolikost svijeta. — Zagreb: Algoritam, 2005. — ISBN 953-220-355-9.
- Poredbenopovijesna gramatika hrvatskoga jezika. — Zagreb: Matica hrvatska, 2008. — ISBN 978-953-150-840-7.
- Etymological Dictionary of Proto-Celtic. — Leiden & Boston: Brill, 2009. — ISBN 978-90-04-17336-1.
- Slavic Nominal Word-Formation. Proto-Indo-European Origins and Historical Development. — Heidelberg: Universitätsverlag Winter, 2014. — ISBN 978-3-8253-6335-2.